# Marcel Cadieux
Pour les articles homonymes, voir Cadieux.
Marcel Cadieux, né à Montréal le 17 juin 1915 et mort à Pompano Beach le 19 mars 1981 à l'âge de 65 ans, est un ambassadeur canadien.
Il commença sa carrière en 1941, occupa plusieurs postes au Canada et fut nommé ensuite dans les ambassades du Canada de Londres, Bruxelles et Paris. Il fut également ambassadeur à Washington de 1970 à 1975.